# Sančo Ramírez, kralj Viguere
Sančo Ramírez (baskijski: Antso Ramirez) bio je drugi kralj Viguere, a zavladao je 981. godine.
Sančov je otac bio Ramiro Garcés, a djed García Sánchez, kralj Pamplone; Sančo je bio očev najstariji sin.
Nakon što je Sančo umro, naslijedio ga je brat, García Ramírez, kralj Viguere.
Sančo se pojavljuje u dokumentima svog strica Sanča II., kralja Pamplone. Postoji mogućnost da je Sančo imao kćer Sanču Sánchez.